# تمارة بريس
تمارة بريس (الروسية: Тамара Натановна Пресс) هي لاعبة أولمبية لرياضة ألعاب القوى من الاتحاد السوفييتي. شاركت في الأولمبياد الصيفي في 1960–1964، وفازت بما مجموعه 4 ميداليات.

## الميداليات
| ذهب | فضة | برونز | المجموع |
| 3   | 1   | 0     | 4       |

## روابط خارجية
- تمارة بريس على موقع الاتحاد الدولي لألعاب القوى (الإنجليزية)
- تمارة بريس على موقع أوليمبيديا (الإنجليزية)